# Gran Premio motociclistico del Belgio 1988
Il Gran Premio motociclistico del Belgio 1988 fu il nono appuntamento del motomondiale 1988 e segnò il ritorno in calendario del Gran Premio motociclistico del Belgio che non venne disputato nel motomondiale 1987.
Si svolse il 3 luglio 1988 sul circuito di Spa-Francorchamps e vide la vittoria di Wayne Gardner nella classe 500, di Sito Pons nella classe 250, di Jorge Martínez nella classe 125 e di Rolf Biland/Kurt Waltisperg nei sidecar.

## Classe 500
In una gara disturbata dalla pioggia, l'australiano Wayne Gardner, campione mondiale in carica, ha ottenuto la seconda vittoria consecutiva della stagione, precedendo lo statunitense Eddie Lawson che continua a capeggiare la classifica provvisoria, e l'altro statunitense Randy Mamola. Quest'ultimo, in sella ad una Cagiva, riporta una casa motociclistica italiana sul podio della classe regina a distanza di sei anni.

### Arrivati al traguardo
| Pos. | Pilota               | Moto      | Tempo    | Griglia | Punti |
| ---- | -------------------- | --------- | -------- | ------- | ----- |
| 1    | Wayne Gardner        | Honda     | 46.55.21 | 5       | 20    |
| 2    | Eddie Lawson         | Yamaha    | 47.25.32 | 2       | 17    |
| 3    | Randy Mamola         | Cagiva    | 47.35.99 | 12      | 15    |
| 4    | Didier de Radiguès   | Yamaha    | 47.36.62 | 7       | 13    |
| 5    | Wayne Rainey         | Yamaha    | 47.38.38 | 3       | 11    |
| 6    | Robert McElnea       | Suzuki    | 48.12.54 | 8       | 10    |
| 7    | Ron Haslam           | Elf-Honda | 48.14.31 | 10      | 9     |
| 8    | Pierfrancesco Chili  | Honda     | 48.39.44 | 6       | 8     |
| 9    | Shunji Yatsushiro    | Honda     | 48.44.93 | 14      | 7     |
| 10   | Patrick Igoa         | Yamaha    | 48.51.28 | 11      | 6     |
| 11   | Niall Mackenzie      | Honda     | 48.55.22 | 9       | 5     |
| 12   | Alessandro Valesi    | Honda     | 49.07.27 | 15      | 4     |
| 13   | Donnie McLeod        | Honda     | 1 giro   | 20      | 3     |
| 14   | Marco Papa           | Honda     | 1 giro   | 13      | 2     |
| 15   | Cees Doorakkers      | Honda     | 1 giro   | 19      | 1     |
| 16   | Fabio Biliotti       | Honda     | 1 giro   | 16      |       |
| 17   | Eddie Laycock        | Honda     | 1 giro   | 27      |       |
| 18   | Kees van der Endt    | Honda     | 1 giro   | 29      |       |
| 19   | Rachel Nicotte       | Honda     | 1 giro   | 25      |       |
| 20   | Mike Baldwin         | Honda     | 1 giro   | 24      |       |
| 21   | Josef Doppler        | Honda     | 1 ronde  | 32      |       |
| 22   | Daniel Amatriaín     | Honda     | 1 giro   | 30      |       |
| 23   | Johan Ten Napel      | Suzuki    | 1 giro   | 34      |       |
| 24   | Georg Robert Jung    | Honda     | 1 giro   | 28      |       |
| 25   | Bruno Kneubühler     | Honda     | 2 giri   | 21      |       |
| 26   | Ari Rämö             | Honda     | 2 giri   | 36      |       |
| 27   | Andreas Leuthe       | Suzuki    | 2 giri   | 33      |       |
| 28   | Nicholas Schmassmann | Honda     | 2 giri   | 31      |       |
| 29   | Fabio Barchitta      | Honda     | 2 giri   | 26      |       |
| 30   | Marco Gentile        | Fior      | 2 giri   | 22      |       |
| 31   | Claus Wulff          | Honda     | 4 giri   | 37      |       |

### Ritirati
| Pilota           | Moto   | Motivo | Griglia |
| ---------------- | ------ | ------ | ------- |
| Moreno Vacondio  | Suzuki |        | 35      |
| Maarten Duyzers  | Honda  |        | 23      |
| Manfred Fischer  | Honda  |        | 18      |
| Christian Sarron | Yamaha |        | 1       |
| Kevin Magee      | Yamaha |        | 17      |
| Kevin Schwantz   | Suzuki |        | 4       |

## Classe 250
In una gara disputata in due manches a causa del maltempo e caratterizzata da numerose cadute, lo spagnolo Sito Pons ha ottenuto la seconda vittoria dell'anno, precedendo lo svizzero Jacques Cornu e il tedesco Anton Mang. La classifica provvisoria del campionato vede in testa Pons che precede di un solo punto il connazionale Juan Garriga.

### Arrivati al traguardo
| Pos. | Pilota               | Moto    | Tempo    | Griglia | Punti |
| ---- | -------------------- | ------- | -------- | ------- | ----- |
| 1    | Sito Pons            | Honda   | 38.48.21 | 5       | 20    |
| 2    | Jacques Cornu        | Honda   | 38.49.30 | 1       | 17    |
| 3    | Anton Mang           | Honda   | 38.49.94 | 8       | 15    |
| 4    | Reinhold Roth        | Honda   | 38.52.59 | 4       | 13    |
| 5    | Carlos Lavado        | Yamaha  | 39.43.56 | 7       | 11    |
| 6    | Juan Garriga         | Yamaha  | 39.45.02 | 3       | 10    |
| 7    | Carlos Cardús        | Honda   | 39.45.25 | 10      | 9     |
| 8    | Luca Cadalora        | Yamaha  | 39.46.93 | 16      | 8     |
| 9    | Jean-Philippe Ruggia | Yamaha  | 39.48.39 | 15      | 7     |
| 10   | Hans Becker          | Yamaha  | 40.07.97 | 19      | 6     |
| 11   | Guy Bertin           | Yamaha  | 40.14.09 | 20      | 5     |
| 12   | Donnie McLeod        | EMC     | 40.16.14 | 13      | 4     |
| 13   | August Auinger       | Aprilia | 40.20.00 | 18      | 3     |
| 14   | Helmut Bradl         | Honda   | 40.23.50 | 22      | 2     |
| 15   | Paolo Casoli         | Garelli | 40.29.82 | 29      | 1     |
| 16   | Javier Cardelús      | Aprilia | 40.30.17 | 21      |       |
| 17   | Stefano Caracchi     | Honda   | 40.35.37 | 24      |       |
| 18   | Jean-Francois Foray  | Yamaha  | 40.53.26 | 26      |       |
| 19   | Jean-Michel Mattioli | Yamaha  | 40.56.90 | 27      |       |
| 20   | Jochen Schmid        | Honda   | 41.01.54 | 30      |       |
| 21   | Gary Cowan           | Yamaha  | 41.06.47 | 31      |       |
| 22   | Massimo Matteoni     | Yamaha  | 41.08.84 | 23      |       |
| 23   | Alain Bronec         | Honda   | 41.37.88 | 35      |       |
| 24   | Ivan Troisi          | Yamaha  | 1 giro   | 32      |       |
| 25   | Engelbert Neumair    | Aprilia | 1 giro   | 25      |       |
| 26   | Wilco Zeelenberg     | Honda   | 2 giri   | 36      |       |

### Ritirati
| Pilota              | Moto    | Motivo | Griglia |
| ------------------- | ------- | ------ | ------- |
| Dominique Sarron    | Honda   |        | 2       |
| Manfred Herweh      | Yamaha  |        | 6       |
| Loris Reggiani      | Aprilia |        | 9       |
| Ivan Palazzese      | Yamaha  |        | 11      |
| Martin Wimmer       | Yamaha  |        | 12      |
| Harald Eckl         | Aprilia |        | 14      |
| Masahiro Shimizu    | Honda   |        | 17      |
| Jean-François Baldé | Rotax   |        | 28      |
| Urs Lüzi            | Honda   |        | 33      |
| Maurizio Vitali     | Rotax   |        | 34      |

### Non qualificati
| Pilota             | Moto    |
| ------------------ | ------- |
| Christian Boudinot | Fior    |
| Alain Kempener     | Aprilia |
| Mario Houssin      | Yamaha  |
| René Delaby        | Yamaha  |
| Laurent Naveau     | Yamaha  |
| Bruno Casanova     | Aprilia |
| Siegfried Minich   | Yamaha  |
| Bruno Bonhuil      | Honda   |
| Alberto Puig       | Honda   |
| Thierry Rapicault  | Fior    |
| Bobby Issazadhe    | Yamaha  |

## Classe 125
Anche la gara della ottavo di litro, così come quella relativa alla classe superiore, si è disputata in due parti, sempre a causa del maltempo. La vittoria è stata ottenuta dallo spagnolo Jorge Martínez giunto così al quinto successo in sei gare. Sugli altri gradini del podio l'italiano Ezio Gianola (che segue Martinez anche in classifica generale, sebbene staccato di 14 punti) e lo spagnolo Julián Miralles.

### Arrivati al traguardo
| Pos. | Pilota              | Moto   | Tempo    | Griglia | Punti |
| ---- | ------------------- | ------ | -------- | ------- | ----- |
| 1    | Jorge Martínez      | Derbi  | 38.36.01 | 1       | 20    |
| 2    | Ezio Gianola        | Honda  | 38.36.45 | 5       | 17    |
| 3    | Julián Miralles     | Honda  | 38.48.09 |         | 15    |
| 4    | Hans Spaan          | Honda  | 38.53.24 | 2       | 13    |
| 5    | Gastone Grassetti   | Honda  | 39.08.74 | 14      | 11    |
| 6    | Allan Scott         | Honda  | 39.12.90 |         | 10    |
| 7    | Lucio Pietroniro    | Honda  | 39.13.41 |         | 9     |
| 8    | Koji Takada         | Honda  | 39.15.20 | 6       | 8     |
| 9    | Hisashi Unemoto     | Honda  | 39.22.46 | 15      | 7     |
| 10   | Gerhard Waibel      | Honda  | 39.32.54 | 12      | 6     |
| 11   | Domenico Brigaglia  | Rotax  | 39.34.20 | 3       | 5     |
| 12   | Pier Paolo Bianchi  | Cagiva | 39.34.21 |         | 4     |
| 13   | Adi Stadler         | Honda  | 39.38.55 | 11      | 3     |
| 14   | Robin Appleyard     | Honda  | 39.49.14 |         | 2     |
| 15   | Jussi Hautaniemi    | Honda  | 39.55.34 |         | 1     |
| 16   | Heinz Lüthi         | Honda  | 40.06.19 | 10      |       |
| 17   | Manuel Hernández    | Honda  | 40.06.96 |         |       |
| 18   | Alfred Waibel       | Waibel | 40.09.22 |         |       |
| 19   | Krysztof Galatowicz | Honda  | 40.09.30 |         |       |
| 20   | Bady Hassaine       | Honda  | 40.23.36 |         |       |
| 21   | Robin Milton        | Honda  | 40.28.37 |         |       |
| 22   | Hubert Abold        | Honda  | 40.31.79 | 7       |       |
| 23   | Thierry Feuz        | Rotax  | 40.40.80 | 8       |       |
| 24   | Mike Leitner        | LCR    | 40.43.12 |         |       |
| 25   | Ian McConnachie     | Cagiva | 40.46.95 | 13      |       |
| 26   | Jos van Dongen      | Honda  | 40.47.60 | 33      |       |
| 27   | Johnny Wickström    | Honda  | 41.39.65 |         |       |
| 28   | Serge Julin         | Rotax  | 42.15.39 |         |       |
| 29   | Esa Kytölä          | Honda  |          | 9       |       |

### Ritirati
| Pilota            | Moto     | Motivo | Griglia |
| ----------------- | -------- | ------ | ------- |
| Luis Miguel Reyes | Garelli  |        |         |
| Àlex Crivillé     | Derbi    |        | 4       |
| Juan Ramon Bolart | JJ Cobas |        |         |
| Mandy Fisher      | Rotax    |        |         |
| Stefan Prein      | Honda    |        |         |
| Corrado Catalano  | Aprilia  |        |         |
| Paul Bordes       | Honda    |        |         |

### Non qualificati
| Pilota             | Moto    |
| ------------------ | ------- |
| Jean-Claude Selini | Honda   |
| Manfred Thurmayer  | Honda   |
| Håkan Olsson       | Honda   |
| Flemming Kistrup   | Honda   |
| August Auinger     | MBA     |
| Jörg Seel          | Seel    |
| Fausto Gresini     | Garelli |
| Fernando Gonzales  | Cobas   |
| Daniel Lanz        | Rotax   |
| Pierre Micciarelli | Rotax   |
| Alain Kempener     | Yamaha  |
| Reiner Koster      | Rotax   |
| Chris Baert        | Casal   |
| Luc Roels          | MBA     |
| Chris Beugnier     | Honda   |
| Robert Delhalle    | Cagiva  |

## Classe sidecar
Quinta vittoria in cinque gare per l'equipaggio Rolf Biland-Kurt Waltisperg; sul podio salgono anche i campioni in carica Steve Webster-Tony Hewitt e Derek Jones-Peter Brown. Si ritirano per problemi tecnici gli olandesi Egbert Streuer-Bernard Schnieders.
In classifica Biland è in testa con 100 punti, davanti a Webster a 79; sono ormai distanziati tutti gli altri (Streuer, terzo, è a 47 punti). 

### Arrivati al traguardo (posizioni a punti)[5]
| Pos | Pilota             | Passeggero          | Moto          | Tempo    | Punti |
| --- | ------------------ | ------------------- | ------------- | -------- | ----- |
| 1   | Rolf Biland        | Kurt Waltisperg     | LCR-Krauser   | 36'15"68 | 20    |
| 2   | Steve Webster      | Tony Hewitt         | LCR-Krauser   | +13"95   | 17    |
| 3   | Derek Jones        | Peter Brown         | LCR-Yamaha    | +1'08"72 | 15    |
| 4   | Alain Michel       | Jean-Marc Fresc     | LCR-Krauser   | +1'09"45 | 13    |
| 5   | Barry Brindley     | Graham Rose         | LCR-Yamaha    | +1'10"90 | 11    |
| 6   | Yoshisada Kumagaya | Brian Barlow        | Windle-Yamaha |          | 10    |
| 7   | Rolf Steinhausen   | Bruno Hiller        | Busch-ADM     |          | 9     |
| 8   | Wolfgang Stropek   | Hans-Peter Demling  | LCR-Krauser   |          | 8     |
| 9   | Bernd Scherer      | Thomas Schröder     | BSR-Krauser   |          | 7     |
| 10  | Steve Abbott       | Shaun Smith         | Windle-Yamaha |          | 6     |
| 11  | Markus Egloff      | Urs Egloff          | LCR-ADM       |          | 5     |
| 12  | Theo van Kempen    | Simon Birchall      | LCR-Yamaha    |          | 4     |
| 13  | André Bosman       | David Kellett       | LCR-Yamaha    |          | 3     |
| 14  | Masato Kumano      | Markus Fährni       | LCR-Yamaha    |          | 2     |
| 15  | Yvan Nigrowsky     | Martial Charpentier | Seymaz-JPX    |          | 1     |